# Dicladanthera forrestii
Dicladanthera forrestii är en akantusväxtart som beskrevs av Ferdinand von Mueller. Dicladanthera forrestii ingår i släktet Dicladanthera och familjen akantusväxter. Inga underarter finns listade i Catalogue of Life.